# Dammodet kring sekelskiftet 1900
Under La Belle Époque dikterades modet av överklassen. Kvinnor inhandlade kläder i butiker eller sydde dem själva efter färdiga mönster. Det fanns en växande medelklass, med kvinnor som hade råd och valde att spendera pengar på lyxvaror. Därav blev kvinnorna under slutet av 1800-talet den främsta målgruppen för mode och skönhetsbranschen.

## Utveckling

### Åren 1890–1899

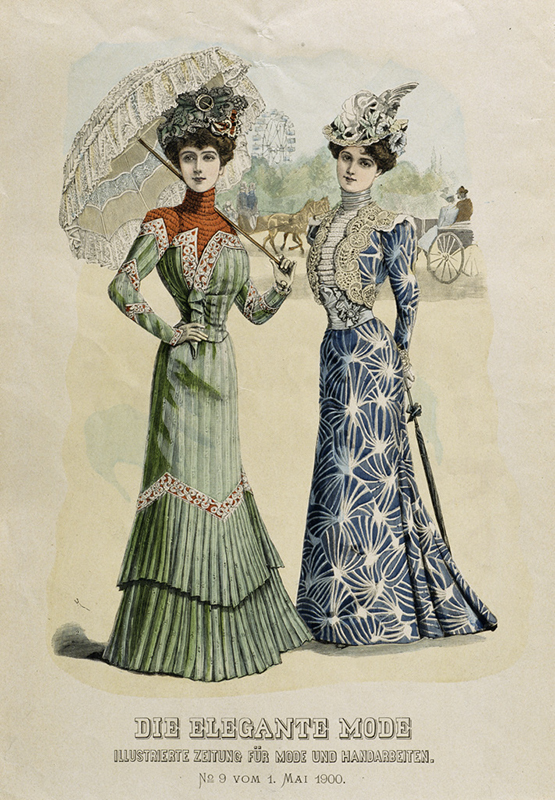
Modeplansch från 1900.

Modet präglades av timglassilhuetten. Med hjälp av stora ärmar och vida kjolar såg midjan smalare ut, men effekten åstadkoms också genom den deformerande korsetten, vars uppgift var att visa på kvinnlig svaghet. Genom att låta kjolen sitta åt kring midjan, kunde man också med hjälp av korsetten framhäva höfterna ytterligare. Det ansågs vara moraliskt fel och lössläppt att inte bära korsett. 
Det rådde hattmani med spektakulära och utsmyckade huvudbonader, ofta prydda med fjädrar. Familjeklenoder och tiaran visade på hög status. Kvinnor klädde sig i en smal färgskala, som blev ytterligare begränsad vid ett statsöverhuvuds eller en familjemedlems död. Vanligtvis bar unga änkor svart under längre perioder. Dels för att visa att man sörjde sin man, och dels för att hålla eventuella friare borta.

### Åren 1900–1910

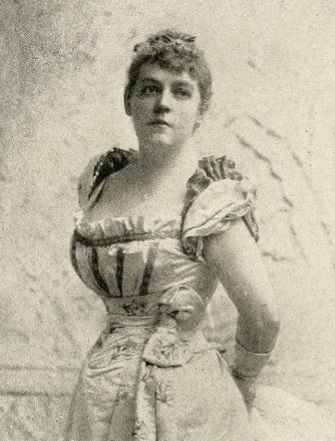
Tidens ledande skribent inom skönhetsområdet, Harriet Hubbard Ayer.

Under det första årtiondet av 1900-talet betonades kvinnlighet och elegans med Frankrike som främsta inspirationskälla. Det fanns stora likheter med 1700-talets mode och stilen var generellt dekorativ. Trots detta blev stilen mer maskulin, med rakare kjolar och längre dräktjackor. Den franska modeskaparen Paul Poiret fann inspiration i empirstilen. Det ledde till att korsettfiguren nådde sin höjdpunkt under decenniet, och sedan gradvis försvann. Man fick dessutom en ny inställning till såväl klädsnitt som färger. Pälsen fick sitt genombrott och blev en symbol för rikedom. För att producera en pälskappa kunde det krävas trehundra skinn och drygt tusen timmars arbete.

## Skönhetsmedel
Viktorianerna var negativt inställda till användning av kosmetika. Tidens ledande skribent inom skönhetsområdet, Harriet Hubbard Ayer sade ”en ljuv och anständig kvinna borde akta sig för att använda konstlade medel i dagsljus. En uppenbart sminkad kvinna är en styggelse som inte ens förtjänar att diskuteras.” Däremot var skönhetsmedel för damer accepterade om de användes av hälsoskäl. Med tiden blev vitsmink mer accepterat och förekom både som kräm och i flytande form. Smink i form av puder ersattes av flytande smink, vilket blev populärt när det kom ut på marknaden. Nackdelen var att det flytande sminket tog lång tid på sig att torka.
Man visste inte vad kommersiellt framställa skönhetsprodukter innehöll, och därför var användningen restriktiv. Smink innehöll frätande och giftiga ämnen. För att försäkra sig om innehållet blev det därför vanligt att tillverka smink i hemmet. Dessa innehöll farliga, kemiska ämnen, såsom kvicksilver, alkohol, blekmedel, glycerin och borax. Det hemmagjorda sminket lade sig tjockt som en ansiktsmask och riskerade att krackelera vid minsta ansiktsrörelse. Arsenikpreparat påstods under tidsperioden vara lösningen mot finnar, rynkor, pormaskar samt fräknar.
Trots att viktorianerna sällan använde rouge fanns flera recept som innehöll köksingredienser, för att framställa det. Krämrouge såldes i kulor som lindades in i siden eller gasväv på en pinne av elfenben alternativt trä. De fanns att köpa i affärer. Dessa doppades därefter i sprit eller vatten och applicerades sedan mot ansiktet. Smink användes även på bröstet eftersom detta parti av kroppen ansågs lika viktigt som ansiktet. Ådror framhävdes och skuggillusioner skapades med hjälp av smink. Man ville att huden skulle framstå som genomskinlig, ömtålig och blek. Dessutom växte intresset för plastikkirurgi under tiden kring sekelskiftet. På grund av den dåliga hygienen användes parfym som ett sätt att dölja kroppslukt. Parfymproducenter såsom Lentheric, Guerlain och Yardley fanns redan tillgängliga under perioden. År 1909 lanserade det brittiska varuhuset Selfridges ett nytt sätt att sälja smink, som gjorde det möjligt för kunden att testa produkterna. Det tabu som innan dess förknippats med konsumtion av smink försvann därför gradvis.

## Underkläder

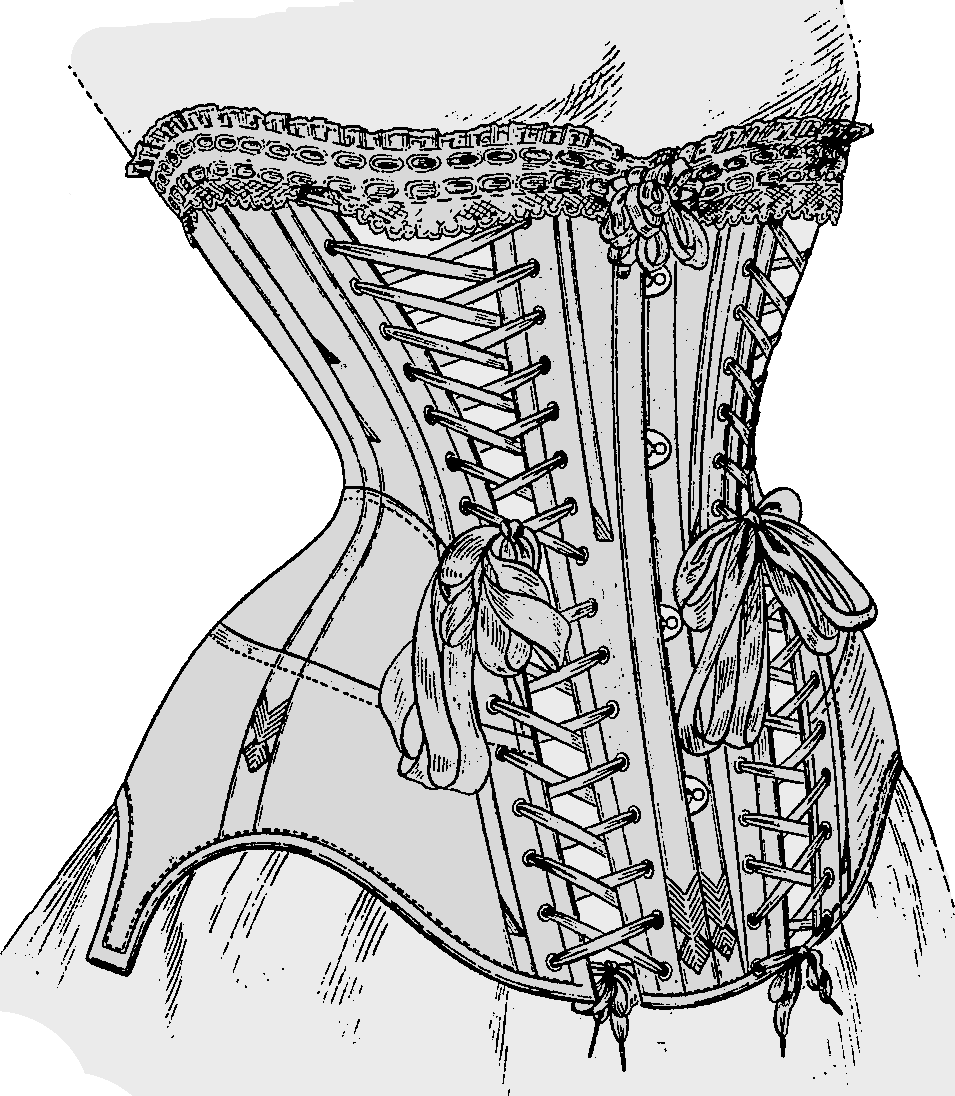
Korsett från 1907.

Närmast kroppen bar kvinnor en kombination av linne och underbyxor. Utanpå satt sedan korsetten som successivt ersatte turnyren under 1890-talet. Denna framhävde timglasfiguren när bröstkorg och midja klämdes in samtidigt som bysten trycktes upp. Dessutom fick korsetten kvinnor att se svaga ut, vilket var ideal bland överklassen under sekelskiftet. Den var vanligen utsmyckad med volanger över bysten, och ibland också uppblåsbar. Under perioden var det mer viktigt att framhäva byst än höfter. Korsetterna utvecklades så småningom till det mindre och rakare, samtidigt som de blev mer ergonomiskt utformade och bättre ur ett hälsoperspektiv. Utöver korsetten fäste man också kuddar vid höfterna samt under armarna för att skapa kurvor. Ovanpå det bar man dessutom en underklänning eller ett blusskydd. Nästa plagg var ytterligare en underklänning i linne, en särk. Denna var utsmyckad med spets på puffärmarna och runt halsen. Ofta bar kvinnor strumpor i silke som hölls uppe med band som fästes i korsetten. Till sist klädde sig kvinnor ofta i många lager underkjolar för att skapa illusionen av en fyllig bakdel. Slutligen sattes klänningen på. I samband med att den viktorianska moralen upphörde, ersattes tidigare bomullsunderkläder av siden och andra material. Under den edvardianska tiden som rådde, växte intresset för underkläder. Broderier och tygkvalitet blev av stor betydelse i samband med att det erotiska uttrycket blev acceptabelt.

## Hår och hattar

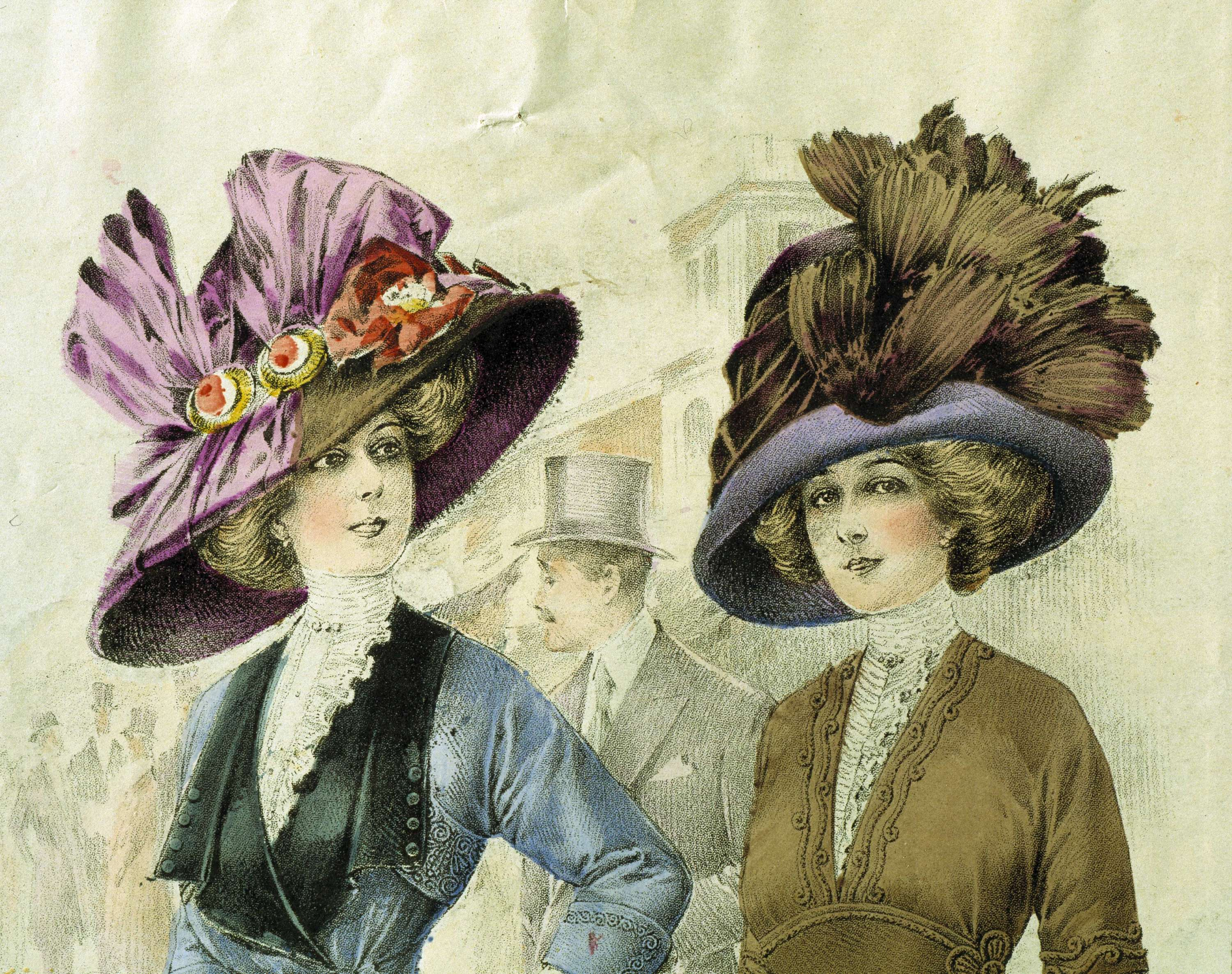
Modeplansch från 1911.

Håret var en viktig prydnad under den viktorianska eran. Kvinnor använde sig av locktänger. Lockigt hår tydde på en kärleksfull kvinna, till skillnad från rakt hår som tydde på skygghet och osäkerhet. Lockarnas ideal skilde sig beroende på hårfärg och tidens kvinnor använde sig dessutom av mycket löshår. Modet gick från åtstramat, krusigt hår, till fylligare håruppsättningar. Detta berodde på att man ville få halsen att verka längre. I den viktorianska tidsandan ansågs det ofint att färga håret. Istället var grått hår attraktivt, då det ansågs få kvinnor att se mjuka och unga ut.  I början av 1900-talet var både vitt och grått hår fortfarande modernt samtidigt som användandet av färgmedel fortsatte att minska. Under kvällstid och i festligare sammanhang använde många kvinnor hårpuder. Blommor i håret var en trend som förblev. Dessutom var det vanligt att använda sig av utsmyckade kammar som hårprydnader.
Fram tills sekelskiftet var stråhattar populärt. Därefter förändrades modet helt vad gällde storlek och prydnader. Pompadourstilen med dess pampiga hattar och frisyrer växte i popularitet och gjorde att kvinnornas huvuden såg enorma ut. De spektakulära hattarna var ofta utsmyckade med mycket fjädrar. Därför uppstod rykten om fågelarter som hotades av utrotning på grund av hattrenden. På insidan av hatten fästes nu även en stor rosett, vars funktion var att dölja utrymmet som bildats mellan hatt och hår. Stora nålar användes för att fästa hatten. Dessa kom att växa mycket i takt med att hattarna utvecklades, och utgjorde så småningom en risk för ögonen.